# アレクシア女史、欧羅巴で騎士団と遭う
『アレクシア女史、欧羅巴で騎士団と遭う』（アレクシアじょし、ヨーロッパできしだんとあう、原題：Blameless）は、アメリカ合衆国の作家ゲイル・キャリガーによるファンタジー小説。「英国パラソル奇譚」の第3作。『ニューヨーク・タイムズ』のベストセラーリストで最高20位にランクインし、またSF専門誌『ローカス』が年末に発表するベストセラーリストでは第1位になった。

## あらすじ
人狼である夫の子を妊娠するという奇跡の現象を起こしたアレクシアはしかし、当の夫に不貞を疑われ放逐される。ロンドン中の人々の好奇の目と醜聞の渦中から逃げ出すためフランスへ、そして妊娠の謎を解き明かすため、父の故郷であるイタリアへ向かったアレクシアたちは、反異界族を忌み嫌うテンプル騎士団と出会う。

## 登場人物

### 主要人物
アレクシア・マコン
「魂なき者」。コナルの妻。コナルの子を妊娠するが、不貞を疑われ、居城を追い出される。
コナル・マコン卿
ウールジー人狼団のアルファ（ボス）。アレクシアの夫。一度死んだ身である自分に生殖能力はないからと、アレクシアのお腹の子の父親は自分ではないと考えている。
ランドルフ・ライオール
ウールジー人狼団のベータ（副官）。コールドスチーム近衛連隊中佐だが、BURの任務を優先してきたため、この50年従軍したことはない。
マダム・ルフォー（ジュヌビエーヴ・ルフォー）
帽子店シャポー・ドゥ・プープを経営する男装の麗人。発明家。アレクシアに好意を持っている。
フルーテ
ウールジー城の司書。かつてはアレクシアの父親の従者だった。寡黙で謹厳。

### アレクシアらの協力者
オーモンド・タンステル
俳優。元マコン卿の従者。
アイヴィ・タンステル
アレクシアの親友。タンステルの妻。帽子の趣味は最悪。
ギュスターヴ・トルーヴェ
パリの時計屋。ルフォーのいとこ。
実在したフランスの発明家（1839年 - 1902年）がモデル。
アケルダマ卿
ロンドンで最高齢の吸血鬼。アレクシアの親友。

### 本作の重要人物
ランゲ＝ウィルスドルフ
生物化学者。ドイツ人。反異界族のことを長年研究してきたが、〈真鍮タコ同盟〉を破門され、研究の大半を残してニースにやってきた。
テンプル騎士団
ローマ法王に仕える、異界族差別主義の集団。反異界族に触れると魂が汚れると思っている。
アッパー・スローター伯爵
「陰の議会」の「将軍」。一匹狼。「王立狼近衛隊」の最高司令官にして陸軍元帥。歳を取ってから人狼になったため、目元には皺が刻まれ、こめかみには白髪が混じっている。
フランシス・ワルシンガム卿
「宰相」。エリザベス女王の時代から助言役を務めてきた。アケルダマ卿のドローンだったビフィを誘拐し、吸血鬼界の暗黙の不文律を侵し、主任サンドーナーであるマコン卿によって殺害される。
ビフィ
アケルダマ卿のお気に入りのドローンだった美青年。「宰相」に誘拐され、瀕死に陥り、命を助ける苦肉の策としてマコン卿が人狼にした。腹毛はくすんだ濃赤色、全身がチョコレート・ブラウン。

### その他
イヴリン / フェリシティ
アレクシアの異父妹。ゴシップをこよなく愛する。
スウィルキンズ
ルーントウィル家の執事。
ブーツ（エメット・ウィルベルフォース・ブートボトル＝フィプス）
アケルダマ卿の新しいドローン。
ヘミング
ウールジー人狼団の一員。
アデルファス・ブルーボタン
ウールジー人狼団の一員。コールドスチーム近衛連隊中尉。軍歴50年のキャリアの持ち主。
ラフェ / フェラン
ウールジー人狼団の若手。
ウルリック
ウールジー人狼団の一員。
サンダリウス・アルフ
弁護士。一匹狼。ウールジー人狼団の危機を聞きつけ、決闘を申し込む。
ハーバービンク
BUR捜査官。農夫のような風貌。見た目も気質もどっしりとした男だが、頭もキレる。
フィンカーリントン
BURのエーテルグラフ通信係。貴族の血を引いているが、冴えない印象の男。